# ماریبل وینسون
ماریبل وینسون (انگلیسی: Maribel Vinson؛ ۱۲ اکتبر ۱۹۱۱ – ۱۵ فوریهٔ ۱۹۶۱) اسکیت‌باز نمایشی اهل ایالات متحده آمریکا بود.